# Transperson

Transsymbolen kombinerar tecknen för man, kvinna samt en kombinerad form av dessa på en rosa triangel. Symbolen står för stolthet och kamp för lika rättigheter för alla transpersoner.

Transperson är ett paraplybegrepp som tillkommit framför allt för att kunna vara en samlande term i identitetspolitiska frågor. Med transpersoner menas oftast personer som genom sina könsuttryck och/eller könsidentiteter avviker från könsnormen. Det kan till exempel vara transgenderister, transsexuella, ickebinära och intersexuella. Begreppet är inte tvingande; det står var och en fritt att identifiera sig som transperson eller ej. En person som inte är transperson kallas cisperson. 
Transpersoner kan uppfatta sig varande män, kvinnor, både man och kvinna eller neutrala, oberoende av om deras biologiska kön och juridiska kön är manligt eller kvinnligt. De kan också välja att inte definiera sitt kön alls. Transpersoner som tillhör ett av de binära könen man och kvinna brukar kallas för transkille eller transman respektive transtjej eller transkvinna i de kontext som är nödvändiga, men ofta brukar de benämnas av sig själva och andra med de originella benämningarna kille/man och tjej/kvinna. 
Att vara transperson har inte något med personens sexuella läggning att göra. Det hänger istället ihop med personens könsidentitet och könsuttryck, och hur dessa relateras till personens biologiska kön. Transpersoner kan vara hetero-, homo-, bi-, eller asexuella eller definiera sin sexuella läggning på annat sätt, precis som vem som helst.

## Terminologi
Före mitten av 1900-talet användes olika termer inom och utanför västerländsk medicin och psykologisk forskning för att identifiera personer och individer som kategoriserades transsexuella och senare som transpersoner. Importerat och taget ifrån tyskans ord Transsexualismus, myntat år 1923, så har ordet transsexuell ansetts vara en internationell acceptabel term till dess att transperson blev ett modernare paraplybegrepp under 1990-talet.
Läkare, läkarmanualer, journalisters etikguider och LGBT-grupper förespråkar alla en anpassning av personers egna val av namn och pronomen.

### Transgender / Transperson
Ordet transgenderism ansågs länge vara en accepterad term men har enligt organisationen GLAAD blivit att likställa med ett skällsord. Psykiatern John F. Oliven använde ordet transgenderism i sitt arbete 1965 och menade att det skulle ersätta ordet transsexuell då han tyckte: "Det är missvisande, transgenderism är menat då sexualitet inte är en huvudsaklig faktor i transvetism". Termen transperson blev istället populariserad bland folk som ingick i begreppet däribland transskådespelaren  Christine Jorgensen och transaktivisten Virginia Prince som bland annat använde ordet redan 1969 i en artikel i hennes tidning  Transvestia. I mitten av 1970-talet användes både termen transgender och transperson som paraplybegrepp medan transgenderism hänvisades till folk som ville leva deras liv som könsöverskridande individer utan könsbekräftande kirurgi.
1984 hade konceptet "transgender community" utvecklats och transperson var det vanligaste namnet för paraplybegreppet. Under 1992 definierades transperson som paraplybegreppet för transsexuella, trans, transvestiter och de som genomgick transition. Samma år inkluderade författaren Leslie Feinberg ickebinära i termen och menade att transgender är synonymt med queer. Genusteoritikern Susan Stryker definierade 1994 transgender som att innefatta: "alla identiteter eller praktiserande som korsar, skär, flyttar emellan eller annars socialt konstruerade queer könsgränser inklusive men inte begränsat till transsexuella, heterosexuella transvestiter, gay drag, butch lesbiska, och andra icke-europeiska identiteter som urinvånares Two-spirit eller indiska hijras".
Transperson kan också hänvisa till en person vars kön är motsatt (hellre än annorlunda) det kön hen hade eller identifierades som från födseln. I kontrast så hänvisas de personer vars personliga identitet motsvarar det kön de fick vid födseln till termen cisperson. Ordet transgender har slutat användas i norden sedan översättningen transperson beslutades av "Foreningen for Transpersoner Norge" att användas som term 2005. Inom communityt kan ordet transgender fortfarande användas men då oftast för att förklara hur man förhåller sig till sin könsidentitet.

### Transsexuell

Prideflaggan för transpersoner

Hämtat från den tyska sexologen Magnus Hirschfeld term seelischer Transsexualismus från 1923 introducerades ordet transsexuell 1949 av David Oliver Cauldwell och populariserades av Harry Benjamin runt 1966, ungefär samtidigt som termen transperson. Sedan 1990-talet har transsexuell i stora drag hänvisat till de transpersoner som önskar en permanent transation till det kön de identifierar sig som och söker könsbekräftande vård för det. 

Regnbågsflaggan var från början symbol för homosexuell stolthet och kamp för likaberättigande. Numera omfattar symbolen även bisexuellas och transpersoners kamp.

## Transpersoners livsvillkor
Transpersoner bryter mot samhällets könsnormer, antingen genom sin könsidentitet, sin bakgrund eller sitt könsuttryck. Detta resulterar i att gruppen drabbas av liknande problem som andra minoriteter som inte anses följa normen, exempelvis homosexuella eller invandrare. Fördomar, öppet avståndstagande, våld eller hot om våld, diskriminering och internaliserad rädsla kan innebära att transpersoner har sämre psykosocial situation än andra personer, men mycket lite forskning finns på området. Den enda svenska forskning som finns tillgänglig, folkhälsoinstitutets rapport från undersökningen "Hälsa på lika villkor?"  tyder dock på en sämre situation för transpersoner än för homo- och bisexuella.

### Att komma ut
Det varierar mycket när, var och hur transpersoner blir öppna med sin identitet. [källa behövs] De som kommer ut, det vill säga berättar att de är till exempel transvestiter eller har en transsexuell bakgrund, beskriver ofta en stark oro inför det. Det finns en utbredd diskriminering och våld mot transpersoner och eftersom risken också är stor att föräldrar avvisar personen väljer de flesta att komma ut i vuxen ålder så de inte blir hemlösa tonåringar. Föräldrar kan också missuppfatta det som en "fas" och därför försöka omvända personen vilket bara leder till mer ohälsa. En del transpersoner upplever att processen är nödvändig för att kunna leva ärligt med sig själv. Samtidigt är det förmodligen så att den överväldigande majoriteten av alla transpersoner i världen väljer att inte komma ut alls, eller bara göra det inför en mycket begränsad grupp nära anhöriga och vänner.[källa behövs]
Transpersoner kan dölja sin tidigare identitet, genom att byta umgänge, arbeta och bostadsort efter sitt juridiska och medicinska könsbyte, och aldrig yppa för någon någonting om sitt tidigare liv. Att på det sättet leva med en helt dold transidentitet kallas ofta att personen lever i "stealth". ("Stealth"; engelska för "dold" eller "dolt").

### Fördomar
Transfördomar eller transfobi är en bidragande orsak till att transpersoner inte kommer ut eller väntar med att komma ut. Detta kan ta sig uttryck i rädsla, motvilja och ibland våld eller hot riktade mot transpersoner, särskilt de som bryter mot normer kring kön och könsidentitet.Transfobi är samma typ av fördomar och diskrimination som rasism, sexism, funkofobi eller homofobi.
Eftersom gruppen är heterogen är fördomarna olika, ofta beroende på hur stor kunskap och därmed förmåga att särskilja de olika grupper fördomsinnehavaren har. Svarta personer som också är transpersoner är till exempel den del i gruppen som upplever absolut mest diskrimination.
Transpersoner själva menar vanligen att de alltid haft samma könsidentitet, och de anser sig korrigera kroppen utifrån sin egentliga identitet, enligt studier är det vanligaste att upptäcka sin rätta identitet redan i åldrarna 3-7 år. Vanliga fördomar om transvestiter omfattar ofta att transvestiter antas vara homosexuellt identifierade biologiska män som klär ut sig i kvinnokläder, ofta av sexuella skäl. Transvestiter har olika sexuella läggningar. I den utsträckning transvestiter, såväl som andra, har en fetisch för det motsatta könets kläder betraktas det vanligen som just en fetisch, inte en del av den könsöverskridande transvestismen.

### Rättslig status i Sverige
Transpersoner har till skillnad från homosexuella aldrig varit förbjudna att adoptera barn eller gifta sig. Däremot måste transsexuella om de vill genomgå könskorringering vara ogifta, en lagändring är föreslagen. På transsexuella ställdes mellan 1934 och 2013 också krav på sterilisering om de ville genomgå könskorrigering, det kravet har enligt gällande lag tolkats som ett totalt förbud att skaffa biologiska barn efter könskorrigering; nedfrysta könsceller accepterades inte trots att personen var steril. Även på den punkten föreslogs en ändring som medgav nedfrysning av könsceller, men som kräver att könskörtlar (äggstockar/testiklar) tas bort. 2013 avskaffades steriliseringskravet.
Förr hade endast transsexuella ett skydd mot diskriminering, men sedan den 1 januari 2009 omfattas samtliga transpersoner av den nya diskrimineringslagen. Sedan den 1 juli 2018 omfattas transpersoner även av hatbrottslagstiftningen och från den 1 januari 2019 av hetslagstiftningen.
Sedan 2009 är det möjligt för myndiga personer att anta könskonträra förnamn i Sverige. Den tidigare tolkningen av lagen förbjöd personer med manligt juridiskt kön att anta typiska kvinnonamn och vice versa. Det innebar problem för till exempel transvestiter som ville anta ett könskonträrt namn, för att kunna legitimera sig även som omklädda, och för transsexuella under utredning, som levde som motsatt kön men som ännu inte fått könsbytet juridiskt godkänt.

### Utsatthet
Under 1 januari 2008 till 31 oktober 2013 mördades 1374 transpersoner i 60 olika länder. Cirka 80 %  av de dokumenterade dödsfallen skedde i Central- eller Sydamerika Det bedöms samtidigt finnas ett stort mörkertal, framförallt i länder utan ett välfungerande rättsväsende. I över 99 procent av morden som identifierats av Trans Murder Monitoring project var transkvinnor offren. Transkvinnor är även särskilt utsatta för HIV-infektioner. Ekonomisk utsatthet och marginalisering bedöms vara bidragande orsaker till den högre infektionsgraden.

## Historia

### Synen på kön
Människor som på olika sätt identifierat sig med och/eller levt som något annat kön än det i kulturen allmänt accepterade har sannolikt funnits i alla tider och kulturer som så tidigt som 5000 f.Kr. Beroende på kultur har de betraktats som mer eller mindre avvikande, på ett positivt eller negativt sätt.
Bland tidiga kulturer som analyserade kön annorlunda än dagens västerländska samhälle återfinns bland andra Egypten, där man från 1800−200 f.Kr. använde sig av en trekönsmodell: män, kvinnor och eunucker. Inom hinduisk och buddhistisk tradition erkänns också fortfarande, sedan år 0, tre kön, där det tredje könet (modernt betecknat Hijras) anses tjäna gudinnan Bahuchara Mata och därmed fyllde/fyller en kultisk/religiös funktion. Numera kan man i Indien också ha status som Hijras i sitt pass; detta betecknas då med E för eunuck, istället för M eller F.
Inom indianstammarna i Illinois ansågs just de könsöverskridande männen ha särskilt viktiga andliga egenskaper som gjorde dem särskilt lämpade som shamaner. Deras egen beteckning för dessa transpersoner var "Ikoneta", medan fransmännen kallade dem "berdache". Ikonetas klädde sig i kvinnokläder, antog rollen som kvinna i samhället och hade sexuella förbindelser med både män och kvinnor. De åtnjöt varken en upphöjd status eller föraktades, utan var snarare fruktade för sina övernaturliga krafter. I början av 1990-talet myntades termen Two-spirit, som beskriver personer tillhörande Nordamerikas ursprungsbefolkning, som identifierar sig som både män och kvinnor.
Även i nordisk vikingatid, 700−1000-tal, återfinns tecken på att könsöverskridande individer existerade inom kulturen. Enstaka gravfynd visar att biologiska kvinnor har begravts med typisk manliga föremål, i hövdingagravar. Andra fynd har visat sig innehålla kvarlevor av biologiska män, begravda med typiska kvinnoföremål.

### Mytologi
I många myter i olika kulturer förekommer könsöverskridande karaktärer. I flera av de antika grekiska myter återfinns temat, som exempelvis myten om Hermafroditos, den unge mannen som på grund av en sammansmältning med en nymf blev tvåkönad och gav upphov till ordet "hermafrodit". Andra grekiska myter är till exempel berättelsen om det kvinnliga krigarfolket amazonerna, och berättelsen om gudinnan Venus som blev så arg på de skytiska plundrarna att hon lät förvandla dem till kvinnor.
I den hinduiska berättelsen Mahabharata återfinns en kung som vid ett bad i en magisk flod omvandlas till kvinna och senare föder 100 döttrar. Döttrarna gifter sig senare med de 100 söner kungen avlat som man.
Inom nordisk mytologi finns flera berättelser om asagudarna och könsöverskridande, allt från Tors sätt att klä ut sig till gudinnan Freja för att återfå sin hammare från jätten Trym till berättelsen om hur Loke förvandlar sig till ett sto och förför en hingst, i syfte att hjälpa Oden att vinna ett vad. Resultatet av mötet blev Odens häst Sleipner.

### Antiken

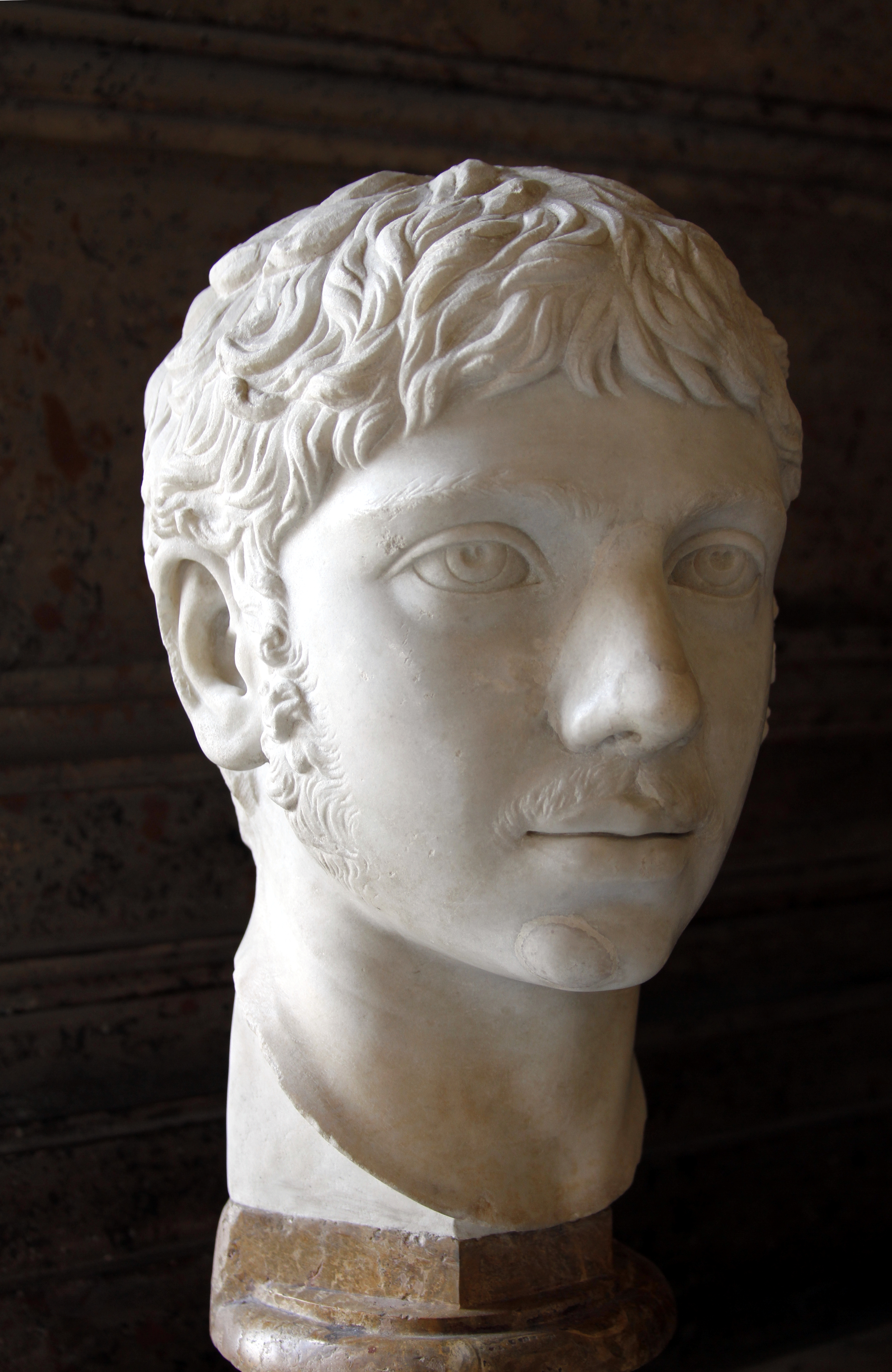
Heliogabalus

En av de första kända transpersonerna tros vara den romerska kejsaren Heliogabalus (eller Elagabalus) , född omkring 203 i Emesa, Syrien. Enligt historieskrivaren Cassius Dio hade Heliogabalus en längre relation med sin manliga slav Hierocles och refererade till honom som sin man. Heliogabalus sägs ha fördragit att uppträda i mer smink än andra män och ha haft ett "sensuellt" kroppsspråk. Hon föredrog att bli kallad "frun", "fröken" eller "Hierocles Drottning". Hon påstås ha erbjudit halva det romerska imperiet till den läkare som kunde erbjuda henne en operation som försåg henne med kvinnliga könsorgan.
Philo, en filosof i Alexandria skrev om hur vissa män som klädde sig som kvinnor inte ens skämdes för att amputera sina könsorgan. Under samma tid skrev Manilus, romersk poet, om hur en del män lockade håret och rakade sina håriga ben samt bar kvinnokläder.

### Medeltid, 900−1500-tal

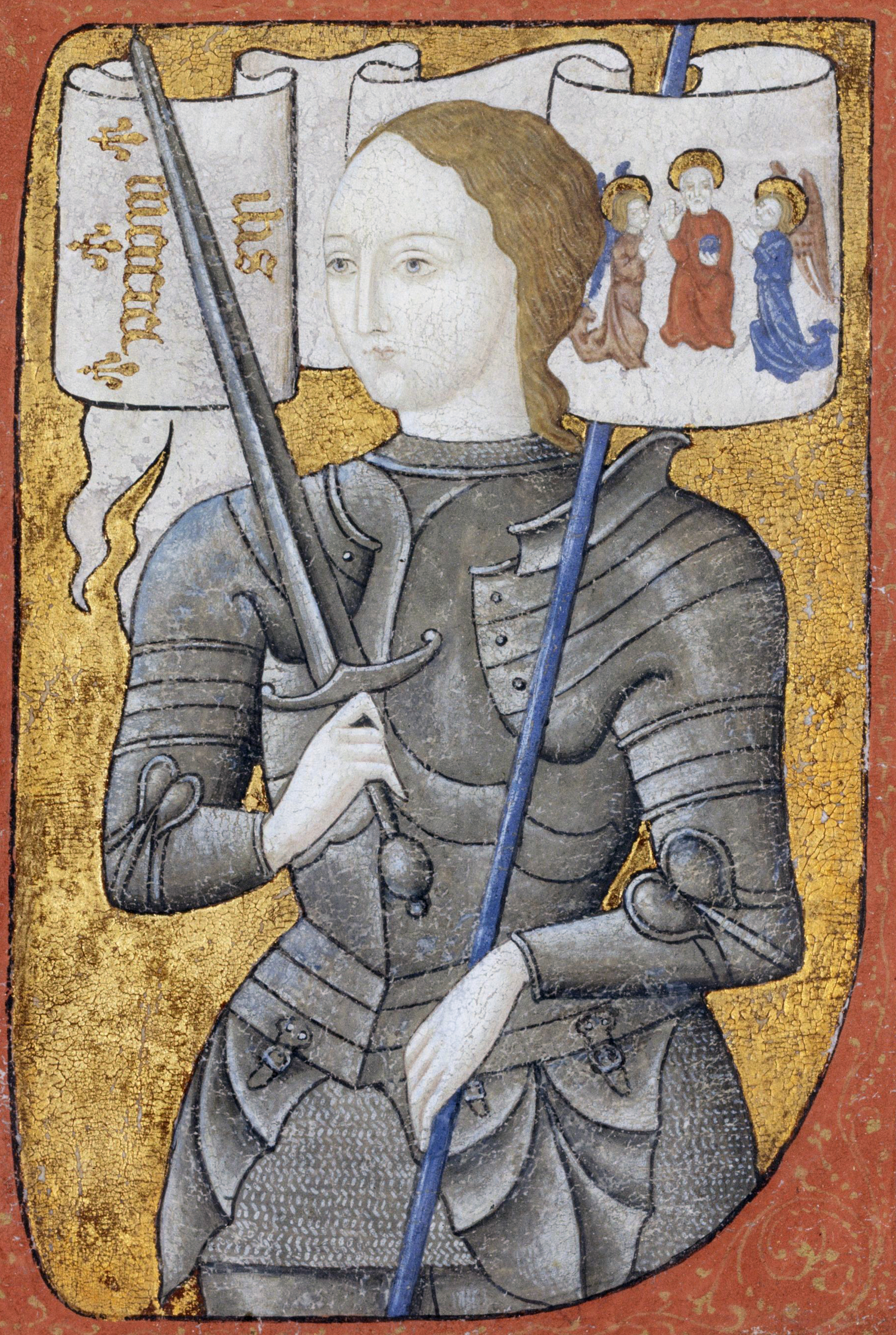
Jeanne d'Arc

Bland de mer kända transpersonerna under 900-talet återfinns det ortodoxa helgonet St. Theodora/Theodorus som levde som munk. Han antogs ha våldtagit en ung kvinna från trakten och blev därför dödad av byborna. När det uppdagades att personen var biologisk kvinna, och därmed oskyldigt anklagad och dödad, tog förövarna på sig botgöring i form av att bygga ett kapell på platsen, ett kapell som fortfarande finns kvar.
Under fjortonhundratalet levde också Jeanne d'Arc, en ung fransk kvinna som i en religiös uppenbarelse såg hur hon skulle leda Frankrike till seger i krig och sedan gjorde detta, iförd rustning. Jeanne d'Arc vann flera segrar, men blev tillfångatagen av burgundiska soldater som sålde henne till engelsmännen. De överlämnade henne till en fransk kyrklig domstol, med starka proengelska känslor, som ordnade en rättegång där Jeanne d'Arc anklagades för häxeri och bedrägeri. Hon erbjöds att bli skonad om hon accepterade att bära kvinnokläder, vilket hon vägrade. Den 30 maj 1431 brändes hon på bål i Rouen, nitton år gammal.

### Renässansen, 1500−1700-tal

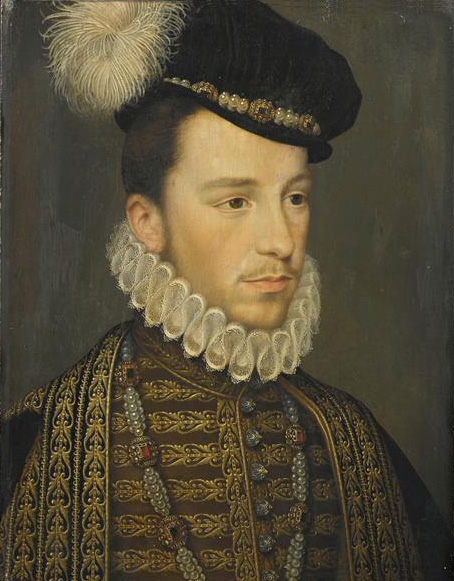
Henrik III

En av alla monarker under renässansen som var känd för sitt könsöverskridande beteende var kung Henrik III av Frankrike (1551−1589). Han klädde sig ofta i magnifika klänningar och ville bli omtalad som "Hennes Majestät"  när han var klädd i kvinnokläder. Även hans manskläder sågs som extravaganta trots det redan ganska extrema modet under denna tid. 
Ett närmare exempel är svenska drottning Kristina (1626−1689), som i egna texter ibland betecknade sig som en mans själ i en kvinnas kropp. Hon försökte på alkemisk väg omvandla sin kropp till en manlig och trodde sig ha lyckats när hon drabbades av livmoderframfall. Efter en tid insåg drottningens livläkare vad tillståndet egentligen berodde på och kunde framgångsrikt behandla Kristina, men då hade redan flera tjänare beordrats att hälsa drottningen med "Hell dig, Kung Kristina".
Många kvinnor tog värvning under förespeglingen att vara män. Några svenska exempel är soldaten Lisbetha Olsdotter (död 1679), underofficeren Margareta Elisabeth Roos (1696−1772), karolinerna Ulrika Eleonora Stålhammar (1683−1733)  och Anna Jöransdotter, samt livgardisten Carin du Rietz (1766−1788). 
Kusken Petter Cederlöf avslöjades vid sin död 1780 som kvinna och löjtnantsdottern Gustafva Juliana Cederström (1746−1801) hade flera anställningar under förespeglingen att vara man. 
År 1825 blev Therese Bruce (1808−1885) diagnosticerad som hermafrodit i Stockholm och fick därefter tillstånd att klä sig och leva som en man under namnet Andreas Bruce.

## Ordets politiska och etymologiska historia
Begreppet transperson togs fram av ett nätverk med anknytning till RFSL under slutet av 90-talet. Det berodde på ett behov av att kunna tala om transvestiter, transsexuella och andra "könsöverskridare" med en samlande term, utan att bli vare sig nedsättande eller glömma vissa grupper man ännu inte definierat. "Könsöverskridare" uppfattades som nedvärderande av många av de berörda. På den internationella arenan användes redan uttrycket "transgender people". Det importerades och översattes till det svenska "transperson". Begreppet blev omdiskuterat och vissa grupper av framförallt äldre man-till-kvinna-transsexuella anser att det är kränkande. Samtidigt uttrycker inte andra grupper; kvinna-till-man-transsexuella, transvestiter, transgenderister, intergender och dragkings och -queens samma starka åsikter och använder det ofta själva. Idag, 2015, finns det också de som definierar sig främst som transperson istället för någon av de mer specificerade identiteterna. Etymologiskt kan transperson härledas ur en direktöversättning av "transgender people" som i sin tur kan ses som en sammansättning av leden trans, gender och people. "Gender" kan härledas, via franskas gender och latinets genus, ur det grekiska genos, som bland annat användes som grammatikalisk term och betydde sort eller kön. "Trans" är ett prefix av latinskt ursprung och betyder på andra sidan (även genom, över eller bortom). "People" har anglo-fransk härstamning, användes första gången 1297 i ungefär samma betydelse som idag, det vill säga folk, eller människor i gemen.

## Transaktivism och feminism
Transaktivism är rörelser som på olika sätt motsätter sig och problematiserar tvåkönsnormen. Sprungen ur, och nu parallellt/sammanflätat med, transaktivismen är transfeminism. Transpersoners och transfeminismens deltagande i feministiska rum har historiskt mötts med motstånd eller osynliggörande. Transfeminism har här utvecklats som en idétradition som inkluderar transpersoner- och erfarenheter i analysen och utmanar de föreställningar om kön och könstillhörighet som är grundläggande för feminism.